# Turning to Crime
Turning to Crime è il ventiduesimo album in studio del gruppo musicale britannico Deep Purple, pubblicato nel 2021.

## Storia
Fu il primo album dei Deep Purple costituito interamente da cover, quarto album del gruppo prodotto da Bob Ezrin ed è stato l'ultimo album registrato con il chitarrista Steve Morse il quale, subentrato nel 1994, lascerà il gruppo nel 2022.
Registrato durante la Pandemia di Covid 19, pubblicato circa quindici mesi dopo Whoosh!, l'uscita del disco segna la seconda volta da quando fu pubblicato l'album Come Taste the Band nel 1975, che i Deep Purple pubblicarono un nuovo album in studio solo un anno dopo quello precedente.
Il brano The Battle of New Orleans segna la prima volta che Roger Glover ha eseguito voci di qualsiasi tipo in una registrazione in studio dei Deep Purple.

## Tracce
1. 7 and 7 Is – 2:28 (Arthur Lee) – Love cover
2. Rockin' Pneumonia and the Boogie Woogie Flu – 3:15 (Huey "Piano" Smith) – Huey "Piano" Smith cover
3. Oh Well – 4:21 (Peter Green) – Fleetwood Mac cover
4. Jenny Take a Ride! – 4:36 (Bob Crewe) – Mitch Ryder & The Detroit Wheels cover
5. Watching the River Flow – 3:02 (Bob Dylan) – Bob Dylan cover
6. Let the Good Times Roll – 4:22 (Sam Theard, Fleecie Moore) – Louis Jordan & the Tympany Five cover
7. Dixie Chicken – 4:43 (Lowell George, Fred Martin) – Little Feat cover
8. Shapes of Things – 3:40 (Jim McCarty, Keith Relf, Paul Samwell-Smith) – Yardbirds cover
9. The Battle of New Orleans – 2:51 (Jimmy Driftwood) – Johnny Horton cover
10. Lucifer – 3:45 (Bob Seger) – The Bob Seger System cover
11. White Room – 4:53 (Jack Bruce, Pete Brown) – Cream cover
12. Caught in the Act (Going Down / Green Onions / Hot 'Lanta / Dazed and Confused / Gimme Some Lovin') – 7:49 (Don Nix / Booker T. Jones, Steve Cropper, Lewie Steinberg, Al Jackson Jr. / Duane Allman, Gregg Allman, Dickey Betts, Butch Trucks, Berry Oakley, Jai Johanny Johanson / Jake Holmes / Steve Winwood, Spencer Davis, Muff Winwood) – Moloch / Booker T & the MGs / Allman Brothers Band / Jake Holmes / Spencer Davis Group cover

## Formazione

### Deep Purple
- Ian Gillan – voce, cori, percussioni
- Steve Morse – chitarra, voce (in The Battle Of New Orleans)
- Roger Glover – basso, tastiera, percussioni, cori, voce (in The Battle Of New Orleans)
- Ian Paice – batteria, percussioni
- Don Airey – tastiera

### Altri musicisti
- Bob Ezrin – cori, voce (in The Battle Of New Orleans)
- Leo Green – sassofono tenore
- Matt Holland – tromba
- Nicole Thalia – cori
- Marsha B. Morrison – cori
- Gina Forsyth – violino
- Bruce Daigrepont – squeeze box